# سنبلة وسيف
سنبلة وسيف كتاب يحكي قصة حياة أم نضال فرحات (خنساء فلسطين) من الميلاد للممات يروي حياة أم نضال فرحات. احتفل المجلس التشريعي بتوقيعه ونشره في 21 مايو 2014، وهو كتاب للدكتور عطا الله أبو السبح، وغلاف الكتاب من رسم الفنان الفلسطيني فتحي غبن، ومن إصدار المجلس التشريعي الفلسطيني.
وفي كلمة د.أحمد بحر رئيس المجلس التشريعي بالإنابة قال فيها:«أتشرف بتقديم هذا الكتاب الروائي عن أم نضال فرحات التي حين نتحدث عنها نتحدث عن موسوعة من القيم والأخلاق والتضحية والفداء والآمال وفي فن التعامل والشهادة وحبها للمساكين والمجاهدين وحبها للرباط مع المجاهدين لقد كانت بحق أسطورة العصر» .
و قال مؤلف الكتاب د. عطا الله أبو السبح أنه يشعر بالفخر أن يكتب كتاب عن أم نضال فرحات وقال:«وجدت نفسي أجسد أم نضال فرحات كرمز للشعب الفلسطيني الذي لم يترك البندقية يوماً، أم نضال أكبر قامة من أي قلم وأكبر قيمة من أي قيمة فهي الوطن وهي البلد» .